# Middletown (Connecticut)
Middletown je město ve Spojených státech amerických. Nachází se ve státě Connecticut, konkrétně v Middlesex County. Ve městě žije  obyvatel a jeho rozloha činí . Leží na břehu řeky Connecticut 26 kilometrů jižně od Hartfordu. V letech 1650 až 1653 neslo město název Wangunk.  

## Rodáci
- Thomas Staughton Savage (1804–1880) – americký zoolog
- John Hasbrouck van Vleck (1899–1980) – americký matematik a fyzik
- Dean Acheson (1893–1971) – americký politik 20. století
- Orlando Scott Goff (1843–1916) – americký fotograf
- John Spellman (zápasník) (1899–1966) – americký zápasník, zlato na OH 1924
- Joey Logano (* 1990) – americký závodní jezdec
- Bill Watrous (1939–2018) – americký pozounista

## Partnerská města
- Melilli, Itálie
- Cayey, Spojené státy americké